# 惠普彗星
惠普彗星（36P/Whipple）是一顆週期彗星，是編號最低的準希爾達彗星（Quasi-Hilda comet）。1922年6月，惠普彗星經過距離木星0.25個天文單位（3700萬公里）的地方。
惠普彗星彗核的直徑估計為4.5公里或5.1公里。自轉週期估計約40小時。

## 外部連結
- 36P at Kronk's Cometography （页面存档备份，存于）
- 36P/Whipple （页面存档备份，存于） – Seiichi Yoshida @ aerith.net
- NASA JPL小天體瀏覽器上的惠普彗星